# 8737 Takehiro
A 8737 Takehiro (ideiglenes jelöléssel 1997 AL13) a Naprendszer kisbolygóövében található aszteroida. Kobajasi Takao fedezte fel 1997. január 11-én.